# Jürgen Brähmer
Jürgen Brähmer est un boxeur allemand né le 5 octobre 1978 à Stralsund.

## Carrière
Champion d'Europe EBU des mi lourds le 7 mars 2009 aux dépens du français Rachid Kanfouah, il remporte le titre mondial WBO laissé vacant par Zsolt Erdei en dominant le 19 décembre 2009 à Schwerin le russe Dmitry Sukhotsky. Brähmer conserve ensuite sa ceinture face à Mariano Nicolas Plotinsky le 24 avril 2010 par arrêt de l'arbitre au 5e round.
Le boxeur allemand est finalement dépossédé de son titre le 19 mai 2011 après trois reports successifs de ses combats, le dernier en date face à Nathan Cleverly prévu deux jours plus tard. Il redevient toutefois prétendant à cette ceinture mondiale en remportant à nouveau le titre de champion d'Europe EBU le 2 février 2013 aux dépens de son compatriote Edouart Gutchnek, titre qu'il conserve le 27 avril 2013 par arrêt de l'arbitre au second round contre le français Tony Averlant puis aux points contre Stefano Abatangelo le 24 août 2013.